# Arhopala nobilis
Arhopala nobilis is een vlinder uit de familie van de Lycaenidae. De wetenschappelijke naam van de soort is voor het eerst geldig gepubliceerd in 1860 door Felder.